# Lijst van rijksmonumenten in Oostvoorne
De plaats Oostvoorne telt 14 inschrijvingen in het rijksmonumentenregister. Hieronder een overzicht.
| Object                                                 | Oorspronkelijke functie?  | Bouwjaar                    | Architect                    | Locatie                   | Coördinaten?                 | Nr.?   | Afbeelding        |
| ------------------------------------------------------ | ------------------------- | --------------------------- | ---------------------------- | ------------------------- | ---------------------------- | ------ | ----------------- |
| Het Schoenmakershuisje                                 | Woonhuis                  | eerste kwart 19e eeuw       |                              | Burgemeester Letteweg 5   | 51° 54' 53" NB, 4° 6' 10" OL | 38884  | Meer afbeeldingen |
| Kooysigt                                               | Boerderij                 | 1702                        |                              | Heveringseweg 25          | 51° 54' 12" NB, 4° 5' 50" OL | 38885  | Meer afbeeldingen |
| Huis Overburgh                                         | Woonhuis kapittelheren    | mogelijk 15e eeuw           |                              | Hoflaan 17                | 51° 55' 2" NB, 4° 6' 6" OL   | 38886  | Meer afbeeldingen |
| Stenen Baak (oude vuurtoren)                           | Kust- en oevermarkering   | 1630                        |                              | a/d Heindijk              | 51° 55' 40" NB, 4° 8' 26" OL | 38887  | Meer afbeeldingen |
| Kogelgloeioven                                         | Fort, vesting en -onderdl | 1782                        |                              | a/d Heindijk              | 51° 55' 36" NB, 4° 8' 17" OL | 38888  | Meer afbeeldingen |
| Nederlands hervormde kerk                              | Kerk en kerkonderdeel     | 15e eeuw                    |                              | Kerkplein 1               | 51° 54' 54" NB, 4° 6' 8" OL  | 38889  | Meer afbeeldingen |
| Toren van de Nederlands Hervormde Kerk                 | Kerk en kerkonderdeel     | ca. 1300                    |                              | Kerkplein bij 1           | 51° 54' 54" NB, 4° 6' 8" OL  | 38890  | Meer afbeeldingen |
| Korenmolen (Oostvoorne)                                | Industrie- en poldermolen | 1821                        |                              | Molendijk 23              | 51° 54' 19" NB, 4° 6' 35" OL | 38892  | Meer afbeeldingen |
| Het Reigersnest: landhuis                              | Kasteel, buitenplaats     | 1920                        | P. Vorkink en Jac.Ph.Wormser | Zwartelaan 1              | 51° 55' 9" NB, 4° 5' 44" OL  | 38894  | Meer afbeeldingen |
| Het Reigersnest: tuinmanswoning                        | Woonhuis                  | 1920                        |                              | Zwartelaan 3              | 51° 55' 10" NB, 4° 5' 47" OL | 38895  | Meer afbeeldingen |
| Het Reigersnest: houten toegangshek                    | Erfscheiding              |                             |                              | Zwartelaan bij 1          | 51° 55' 7" NB, 4° 5' 42" OL  | 38896  | Meer afbeeldingen |
| Jacoba Burcht                                          | Fort, vesting en -onderdl | ca. 1100                    |                              | Hoflaan (bij bibliotheek) | 51° 54' 20" NB, 4° 5' 51" OL | 38897  | Meer afbeeldingen |
| Het Reigersnest: restant van een achtkantige vuurtoren | Kust- en oevermarkering   | 1459 (eerste vermelding)    |                              | Zwartelaan bij 1          | 51° 55' 7" NB, 4° 5' 42" OL  | 38898  | Meer afbeeldingen |
| Het Reigersnest: Historische tuin- en parkaanleg       | Tuin                      | 18e/19e eeuw                |                              | Zwartelaan bij 1          | 51° 55' 4" NB, 4° 5' 41" OL  | 530024 | Upload foto       |
| Het Reigersnest: moestuinmuur                          | Tuin                      | waarschijnlijk 18e/19e eeuw |                              | Hoflaan bij 13            | 51° 55' 9" NB, 4° 5' 44" OL  | 530026 | Meer afbeeldingen |
| Klein duinboerderijtje                                 | Boerderij                 | ca. 1880                    |                              | Heveringseweg 66          | 51° 53' 59" NB, 4° 5' 33" OL | 520830 | Meer afbeeldingen |